# Strada europea E26
La E26 è una strada europea che collega Amburgo a Berlino. Come si evince dalla numerazione, si tratta di una strada intermedia con direzione ovest-est.

## Percorso
La E26 è definita con i seguenti capisaldi di itinerario: "Amburgo - Berlino".